# Hans W. Fischer
Hans W. Fischer (eigtl. Hans Waldemar Fischer, * 18. Dezember 1876 in Schweidnitz, Provinz Schlesien; † 17. Juli 1945 in Berlin) war ein deutscher Schriftsteller, Theaterkritiker, Übersetzer und Herausgeber.

## Leben und Wirken
Hans W. Fischer studierte Klassische Philologie und Geschichte und wurde 1898 an der Universität Jena promoviert. 1900 erschien sein erster Gedichtband, dem 1906 bis 1907 neun weitere Bücher folgten. Nachdem er sich 1907 für zwei Jahre zum Schreiben von Berlin aufs Land zurückgezogen hatte, übersiedelte er 1909 nach Hamburg, wo er von diesem Jahr an bis 1923 das Feuilleton der Neuen Hamburger Zeitung leitete.
In dieser Funktion hat Hans W. Fischer „Hamburgs Durchbruch zur Moderne in entscheidender Weise befördert“. Er gilt als einer der wichtigsten deutschen Kritiker seiner Zeit und hat sich beispielsweise für die Hamburger Kammerspiele als Spielstätte modernen, expressionistischen Theaters eingesetzt und hier geholfen, u. a. die Dramen von Ernst Barlach durchzusetzen. Mary Wigman bescheinigte ihm seine Vorreiterstellung als Förderer der jungen Tanzkunst. Fischers vielseitiges kulturelles Engagement betraf beispielsweise auch die Malerei der Hamburgischen Sezession oder die Gestaltung der Hamburger Künstlerfeste. Er gilt zudem als Entdecker und Förderer etlicher junger Hamburger Literaten, namentlich von Hans Leip, Ludwig Beil, Carl Albert Lange, Paul Schurek, Hugo Sieker und des späteren Senatspressechefs Erich Lüth. Fischer hatte auch durch die von ihm geführte „Tafelrunde“, eine sich wöchentlich in einem Alsterlokal treffende zwanglose Gemeinschaft von Schaffenden der Bereiche Literatur, Malerei, Bildhauerei, Musik, Kunstgewerbe, Schauspiel, Tanz und Wissenschaft, in der Hamburger Kulturgeschichte jener Jahre eine bedeutende Funktion.
1923 ging Hans W. Fischer als freier Schriftsteller und Berater der Deutschen Buch-Gemeinschaft nach Berlin zurück. Unter dem Pseudonym „Dr. Frosch“ hat er – schon von Hamburg aus – über Jahre hinweg für die Berliner Wochenzeitung Welt am Montag den zweiten (kulturpolitischen) Leitartikel verfasst. Als diese „unabhängige Zeitung für Politik und Kultur“ 1933 verboten wurde, publizierte Fischer fast nur noch im Rahmen der Dt. Buch-Gemeinschaft. Er verstarb zwei Monate nach der Schlacht um Berlin im Alter von 69 Jahren.

## Werke
- Ad artis veterum onirocriticae historiam symbola. Phil.Diss. Jena 1898 (H. Pohle Vlg., Jena 1899).
- Sehnen und Leben. Gedichte. Schuster und Loeffler, Berlin und Leipzig 1900.
- Soziale Anatomie. Ein Dutzend Aufsätze mit Prolog und Epilog. Rothbarth, Leipzig 1906.
- Alciphronx’ Hetärenbriefe. Nebst ergänzenden Stücken aus Lucian, Aristaenet, Philostratus, Theophylactus, der Anthologie und der Legende. Übersetzt und mit einer Einleitung versehen von Hans W. Fischer. Rothbarth, Leipzig 1906 (2. Aufl. 1907; Neuausg. m. 6 Bildern von Heinrich Kley, Wigand, Leipzig 1921).
- Christus in der Laterna magica. Rothbarth, Leipzig 1907.
- Buch des Widerspruchs. Gedichte. Rothbarth, Leipzig 1907.
- Alte deutsche Schwänke. Gesammelt, sprachlich erneuert und eingeleitet von Hans W. Fischer, 2 Bände. Rothbarth, Leipzig 1907.
- Salomon und Markolf. Nach der Ausgabe von der Hagen’s neu hrsg. v. H. W. Fischer. Rothbarth, Leipzig 1907.
- Schelmuffkys wahrhaftige kuriose und sehr gefährliche Reisebeschreibung. Mit einer Einleitung von Hans W. Fischer. Rothbarth, Leipzig 1907.
- Balzac, H. de: Der Succubus. Aus dem Französischen und mit einem Vorwort versehen von H. W. Fischer. Rothbarth, Leipzig 1907.
- Deutsche Hochzeitsgedichte. Hrsg. v. H. W. Fischer. Rothbarth, Leipzig 1907.
- Der Dreißigjährige. Georg Müller, München 1910.
- Die Kette. Gedichte. Georg Müller, München 1910.
- Flieger. Drama. Georg Müller, München 1913. (Urauff. 1913 Stadttheater Koblenz).
- Sack, Gustav: Ein verbummelter Student. Vorwort von H. W. Fischer. S. Fischer, Berlin 1917.
- Der Motor. Drama. Oesterheld & Co., Berlin 1919 (Urauff. im Dt. Schauspielhaus Düsseldorf).
- Das heroische Fräulein Müller und andere komische Sachen. Berlin: Weltwende-Verlag 1919
- Das Weiberbuch. Als Anhang: Drei Tanzspiele. Albert Langen, München 1919. (weitere Auflagen 1923, 1928).
- Das Schwert. Ein Zyklus Gedichte. W. Seifert, Heilbronn 1920.
- Das Schlemmer-Paradies. Ein Taschenbuch für Lebenskünstler. Rösl, München 1921. (zahlr. Neuauflagen, zuletzt: Arani, Berlin 1976).
- Die Schädelstätte. Von Menschen und Kaffern. Rösl, München 1921. (auch 1922; u. a. ferner Gebrüder Paetel, Berlin-Leipzig 1927).
- Der Jäger. Drama (aufgeführt Düsseldorf 1923).
- Hamburger Kulturbilderbogen. Eine Kulturgeschichte 1909–1922. Rösl, München 1923 (Neu hrsg. u. kommentiert von Kai-Uwe Scholz, Mathias Mainholz und Rüdiger Schütt. Dölling und Galitz, Hamburg 1998).
- Körperschönheit und Körperkultur. Sport, Gymnastik, Tanz. Deutsche Buch-Gemeinschaft, Berlin 1928.
- Tristan und Isolde. Der große Roman von Liebe und Tod neu erzählt von Hans W. Fischer, Deutsche Buch-Gemeinschaft, Berlin 1932.
- Götter und Helden. Germanisch-deutscher Sagenschatz aus einem Jahrtausend. Deutsche Buch-Gemeinschaft, Berlin 1934.
- Menschenschönheit. Gestalt und Antlitz des Menschen in Leben und Kunst. Ein Bilderwerk in sieben Schau-Kreisen geordnet und gedeutet von Hans W. Fischer. Deutsche Buch-Gemeinschaft, Berlin 1935.

## Sekundärliteratur
- Hugo Sieker (Hrsg.): Hans W. Fischer. Ein Buch des Gedenkens. Vlg. Hamburgische Bücherei, Hamburg o. J. [1948].
- Kai-Uwe Scholz: Mentor der Moderne im Hamburg der 20er Jahre: Der Feuilletonist und Kulturkritiker Hans W. Fischer (1876–1945). In: Hans W. Fischer: Hamburger Kulturbilderbogen. Eine Kulturgeschichte 1909–1922. Neuausgabe Hamburg 1998, S. 166–171 (mit weiterführender Literatur).